# Masoncus
Masoncus is een geslacht van spinnen uit de familie hangmatspinnen (Linyphiidae).

## Soorten
De volgende soorten zijn bij het geslacht ingedeeld:
- Masoncus arienus Chamberlin, 1949
- Masoncus conspectus (Gertsch & Davis, 1936)
- Masoncus dux Chamberlin, 1949
- Masoncus pogonophilus Cushing, 1995